# Synagoga w Bet Alfa
Synagoga w Bet Alfa (hebr. בית הכנסת בית אלפא) – stanowisko archeologiczne na którym znajdują się ruiny synagogi z VI wieku. Pozostałości synagogi znajdują się na terenie kibucu Chefci-Bah w północnej części Izraela. Obszar parku archeologicznego został objęty ochroną jako Park Narodowy Synagogi Bet Alfa (ang. Bet Alfa Synagogue National Park).

## Położenie
Ruiny synagogi są położone w północnej części kibucu Chefci-Bah, który leży na południowym skraju Doliny Charod na północy Izraela. Na południe od kibucu wznoszą się strome zbocza Wzgórz Gilboa. Okoliczny teren jest płaski, jednak łagodnie opada w kierunku wschodnim do depresji Doliny Jordanu. Na północ od kibucu przepływa rzeka Charod.

## Historia
Badania archeologiczne wskazują, że synagoga Bet Alfa prawdopodobnie pochodzi z V wieku n.e., chociaż odkryte wewnątrz inskrypcje (w języku aramejskim) wskazują, że synagogę wybudowano w okresie panowania bizantyjskiego cesarza Justyna I – lata około 518–527. Budowę sfinansowała lokalna gmina żydowska. Dalsze jej losy nie są znane, chociaż najprawdopodobniej została zniszczona podczas trzęsienia ziemi w 749 roku (niektórzy z badaczy twierdzą, że wcześniej). Fragmenty zawalonego budynku ochroniły unikalne mozaiki podłogowe, które dzięki temu przetrwały do dzisiejszych czasów.
Pozostałości zapomnianej synagogi zostały przypadkowo odkryte w 1929 roku przez mieszkańców tutejszego kibucu Chefci-Bah. Podczas budowy kanału melioracyjnego natrafiono na starożytne ruiny, pod którymi odkryto dużą mozaikę podłogową. Ponieważ dominującą rolę posiadał wówczas sąsiedni kibuc Bet Alfa, synagogę nazwano właśnie od niego – pomimo faktu, że znajdowała się ona przy sąsiednim kibucu Chefci-Bah. Rok później, pod auspicjami Uniwersytetu Hebrajskiego rozpoczęły się prace wykopaliskowe, prowadzone przez archeologa Eleazara Sukenika (wyniki badań opublikował w 1932 r.). W 1962 roku rozszerzono obszar badań archeologicznych, odkrywając pozostałości okolicznych domów mieszkalnych. W skrytce pod jedną z podłóg odkryto skarb 36 bizantyjskich monet.

## Park narodowy
Park Narodowy Synagogi Bet Alfa zajmuje obszar położony bezpośrednio wokół ruin starożytnej synagogi. Dla ich ochrony wzniesiono klimatyzowany budynek, osłaniający zabytkową mozaikę przed wpływem warunków atmosferycznych. Badania archeologiczne wskazują, że synagoga była dwupiętrowym budynkiem z wewnętrznym dziedzińcem. Budynek posiadał wymiary 27,7 metra długości i 14,2 metra szerokości. Synagoga nie była idealnie symetryczna. Wnętrze dzieliło się na atrium, przedsionek i główną salę modlitewną. Wejście z dziedzińca oraz korytarz przedsionka są wyłożone geometryczną mozaiką. Jednak najpiękniejsza mozaika znajduje się w dawnej głównej sali modlitewnej.
Sala modlitewna posiada wymiary 11,9 metra długości i 9,65 metra szerokości. Wnętrze było podzielone na trzy nawy przez dwa rzędy liczące każda po pięć kolumn. W tej sali znajdowała się apsyda, w której zapewne był Aron ha-kodesz. Cała podłoga jest ozdobiona dużą mozaiką, która dzieli się na trzy części, każda przedstawiająca inny temat:
- górna zachodnia część (położona przy apsydzie) przedstawia Arkę Przymierza, po której obu stronach umieszczono siedmioramienne menory. Pod każdym świecznikiem znajduje się lew w otoczeniu tradycyjnych elementów religijnych judaizmu takich jak etrog, lulaw, szofary, kwiaty itp[5].
- środkowa część mozaiki przedstawia okrągły znak zodiaku, z rysunkami i nazwami w języku hebrajskim. W środku koła umieszczono wyobrażenie greckiego boga Heliosa. Obecność pogańskiego boga w centralnej części mozaiki podłogowej w synagodze, wskazuje, że dla tutejszej społeczności żydowskiej bóstwo to straciło swoje oryginalne znaczenie i stanowiło wyłącznie część centralną zodiaku jako Słońce. W czterech narożnikach umieszczono cztery postacie kobiece reprezentujące cztery pory roku. Są one opisane hebrajskimi nazwami: tiszri (miesiąc rozpoczynający jesień i zarazem nowy rok żydowski), tewet (okres zimy), nisan (okres wiosny) i tamuz (okres lata)[4].
- dolna część mozaiki przedstawia scenę ofiarowania Izaaka. Po prawej stronie kompozycji umieszczono Abrahama trzymającego Izaaka przy ołtarzu. Tuż obok znajduje się baranek zaplątany w krzewach[6].

Mozaika jest opatrzona aramejską inskrypcją: „Ta posadzka została położona w roku panowania cesarza Justynusa”.

### Turystyka
Przy synagodze wzniesiono budynek przeznaczony do obsługi ruchu turystycznego. Audiowizualna prezentacja umożliwia poznanie warunków życia w V-VI wieku oraz przyjrzeć się uważnie zbliżeniom mozaiki. Prezentacja jest udostępniona w języku hebrajskim, angielskim, niemieckim, hiszpańskim i rosyjskim. Czas zwiedzania parku wynosi około 1 godziny. Jest tutaj sklep z pamiątkami oraz bar. Teren parku jest dostępny dla osób niepełnosprawnych.